# 潘奇博爾冰川

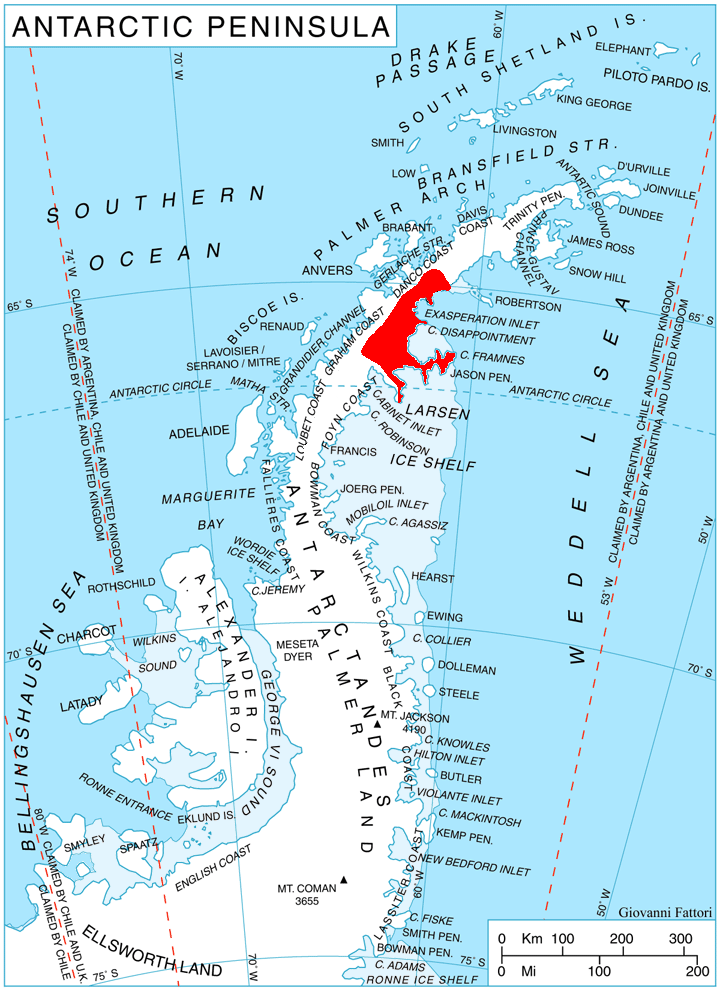

65°11′S 61°57′W / 65.183°S 61.950°W
潘奇博爾冰川（英語：Punchbowl Glacier）是南極洲的冰川，位於葛拉漢地東部，流經波伊布雷內高地和梅特利奇納嶺之間，英國探險隊在1947年測量該冰川。